# Ego (zespół muzyczny)
Ego – polska grupa muzyczna wykonująca alternatywny hip-hop. Powstała w 1998 r. w Częstochowie. W jej skład wchodzą: Śliwka Tuitam, Sivy i DJ Haem.
Grupa przed nagraniem legalnej płyty wydała demo pod tytułem Blaski i cienie. Debiutancka płyta zespołu ukazała się w 2001 roku i nosiła tytuł Nibylandia. Album został wydany nakładem wydawnictwa Universal Music Polska. Płyta bardzo różniła się od innych produkcji hip-hopowych wydawanych wówczas na polskim rynku fonograficznym. Oniryczny charakter podkładów i poetyckie teksty podzieliły słuchaczy hip-hopu na zdecydowanych fanów i zażartych przeciwników grupy. Debiutancki album promował utwór „Rytmy zwątpienia”. Zespół już przed wydaniem pierwszej płyty nawiązał współpracę z Paktofoniką, czego efektem była m.in. wspólna trasa koncertowa, oraz wydany w 2002 roku album pod szyldem Pijani Powietrzem, który był nominowany do Fryderyka. Od 2003 roku zespół współtworzy również koncertowy zespół PFK Kompany, a DJ Haem dołączył na stałe do koncertowego zespołu rapera O.S.T.R.
W 2005 roku grupa wydała swoją drugą płytę pt. Nie ma takiego drugiego. Album jest utrzymany w podobnej konwencji co poprzednia, ale dużo nowocześniejszy i bardziej przystępny dla słuchaczy. Nagrania ukazały się nakładem firmy Gigant Records. Zespół nie zdecydował się na promocję tego wydawnictwa, stąd odniosło ono mniejszy rozgłos niż poprzednia płyta. W kolejnych latach zespół wstrzymał działalność, ale sami muzycy udzielali się w różnych projektach.
W 2010 roku zespół powrócił z albumem w formie mixtape, o nazwie Ego Team. Krążek zawiera 10 nowych oraz 10 znanych już wcześniej utworów zaaranżowanych na nowo. Album został wytłoczony w limitowanym nakładzie 500 egzemplarzy, a także udostępniony za darmo w internecie, jako prezent dla wszystkich fanów. Płytę promował utwór „When the Night Comes”.

## Dyskografia
Albumy
- Blaski i cienie (1998, nielegal)[4]
- Nibylandia (2001, Universal Music Polska)[5]
- Nie ma takiego drugiego (2005, Gigant Records)[6]
- Ego Team (mixtape, 2010, nielegal)[7]

Kompilacje różnych wykonawców
- SC 034 (2000, Gigant Records, utwór: Ego – "Kto to taki")[8]